# 기념품

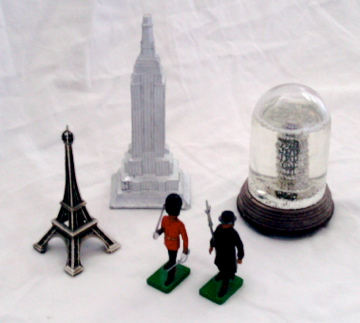
기념품

기념품(記念品)은 무언가를 기념, 추억, 기억하기 위한 물품이다.
기념품은 여행자가 방문 기념품으로 수집하거나 구매하여 집으로 가져갈 수 있는 모든 물건이 될 수 있다. 대상 자체는 본질적인 가치를 가질 수도 있고 경험의 상징일 수도 있다. 소유자의 입력이 없으면 상징적 의미가 상실되고 명확하게 표현될 수 없다.

## 같이 보기
- 기념품점
- 메멘토 모리
- 미야게가시
- 소매 (상업)